# Euglena sanguinea
A euglena vermelha (Euglena sanguinea) é um tipo de protista do gênero Euglena Euglena. Ela vive em água parada e limpa, onde passa toda sua vida.

## Características
A euglena vermelha tem cerca de 55-170 micrômetros de comprimento. As células são altamente metabolizantes e fusiformes com formato cilíndrico. O flagelo é duas vezes mais longo que o corpo, o ponto do olho é grande. A membrana tem forma em espiral estendendo-se as linhas de protuberâncias. Como o nome fala ela é de cor verde-avermelhada.